# Lemairegisa lignistriata
Lemairegisa lignistriata är en fjärilsart som beskrevs av William Schaus 1901. Lemairegisa lignistriata ingår i släktet Lemairegisa och familjen tandspinnare. Inga underarter finns listade i Catalogue of Life.